# My Iron Lung
My Iron Lung é o terceiro EP e o quinto single da banda Radiohead, lançado em 26 de setembro de 1994 pela gravadora Parlophone no Reino Unido e pela Capitol Records nos Estados Unidos. A faixa que originou o título do EP foi posteriormente inclusa no segundo álbum de estúdio da banda, The Bends (1995). O EP também possui trechos das sessões de gravação de The Bends.
My Iron Lung foi originalmente lançado como um EP contendo oito faixas somente na Austrália, porém está atualmente disponível ao redor do mundo. Ele é considerado uma transição entre a relativa simplicidade de Pablo Honey (1993), o álbum de estreia da banda, e a maior complexidade sonora de suas músicas posteriores, começando com The Bends. A faixa de título atingiu a 24ª posição nas paradas de rádio do Reino Unido.

## Antecedentes
"My Iron Lung" foi a reação de Radiohead a "Creep", o single de imenso sucesso de 1993. A letra sarcástica usou um pulmão de aço como metáfora para a forma como "Creep" tanto sustentou quanto limitou a vida da banda ("this is our new song / just like the last one / a total waste of time / my iron lung"). Uma versão acústica de "Creep" é a última faixa do EP.
Na Inglaterra e na maior parte do mundo, esse EP foi inicialmente comercializado como dois singles. O primeiro, com uma capa azulada, continha a faixa de título, "The Trickster", "Punchdrunk Lovesick Singalong" e "Lozenge of Love". O segundo, com uma capa avermelhada, tinha as faixas "Lewis (Mistreated)", "Permanent Daylight", and "You Never Wash Up After Yourself" como B-sides. A versão acústica de Creep (que também foi a faixa final do lançamento japonês do EP Itch) não foi incluída nas outras versões.
Este foi o primeiro lançamento no qual Nigel Godrich trabalhou com Radiohead. Posteriormente ele foi o engenharia de áudio de The Bends, e produtor dos trabalhos futuros da banda.

## Recepção e crítica
| Críticas profissionais | Críticas profissionais |
| Avaliações da crítica  | Avaliações da crítica  |
| Fonte                  | Avaliação              |
| ---------------------- | ---------------------- |
| Allmusic               | [ 5 ]                  |
| Entertainment.ie       | [ 6 ]                  |

O crítico Greg Prato da AllMusic descreveu as faixas como sendo excelentes trechos das sessões de gravação do clássico The Bends, afirmando que a consistência e sequenciamento das mesmas fazem com que o EP pareça ser um verdadeiro álbum, e não uma coleção de B-sides e trechos de gravação.

## Faixas
1. "My Iron Lung" – 4:36
2. "The Trickster" – 4:40
3. "Lewis (Mistreated)" – 3:19
4. "Punchdrunk Lovesick Singalong" – 4:40
5. "Permanent Daylight" – 2:48
6. "Lozenge of Love" – 2:16
7. "You Never Wash Up After Yourself" – 1:44
8. "Creep" (Acústico) – 4:19